# To jsem já
To jsem já je první album Renaty Drössler. Vzniklo ve studiu Českého rozhlasu v Ostravě. Album je pojmenované po její One-Woman-Show „To jsem já“. Písně z tohoto vystoupení tvoří i toto album.
Jedná se o převzaté písně z repertoáru Marlene Dietrich a písně, které Renata Drössler zpívala v pražském Divadle Semafor.
Fotografie pro obal vytvořil Vladimír Štross.

## Seznam skladeb
| Pořadí         | Název                     | Hudba                                 | Text                     | Délka |
| -------------- | ------------------------- | ------------------------------------- | ------------------------ | ----- |
| 1.             | Rebeka                    | S. Szurmier, A. Włast, Z. Bialostocki | Z. Bialostocki/P. Cmíral | 04:31 |
| 2.             | Něžně krásná              | J. Brabec                             | P. Markov                | 03:59 |
| 3.             | Mé ruce vadnou            | K. Prońko                             | A. Wantubina/P. Cmíral   | 03:40 |
| 4.             | Na tisíckrát se vdávám    | G. Moore                              | P. Cmíral                | 04:15 |
| 5.             | Johnny                    | F. Holländer                          | F. Holländer/P. Cmíral   | 02:27 |
| 6.             | Lili Marlene              | N. Schultze                           | H. Leip/P. Cmíral        | 02:45 |
| 7.             | Iluze                     | F. Holländer                          | F. Holländer/P. Cmíral   | 04:20 |
| 8.             | Ptáš se mě proč           | R. Stolz, A. Robinson                 | W. Reisch/P. Cmíral      | 03:27 |
| 9.             | Píseň Františky           | F. Havlík                             | J. Suchý                 | 03:19 |
| 10.            | Rámusy Blues              | J. Suchý                              | J. Suchý                 | 03:18 |
| 11.            | Opilá Balerína            | J. Suchý                              | J. Suchý                 | 03:12 |
| 12.            | Balada o pomíjivém životě | K. Szwaiger                           | H. Cyganik/P. Cmíral     | 03:51 |
| Celková délka: | Celková délka:            | Celková délka:                        | Celková délka:           | 55:56 |